# Pallacanestro Treviso 1983-1984
Roster Benetton Pallacanestro Treviso 1983-84
| Num. | Naz.                   | Nome               |
| ---- | ---------------------- | ------------------ |
| 5    | Italia (bandiera)      | Paolo Pressacco    |
| 6    | Italia (bandiera)      | Phil Melillo       |
| 7    | Italia (bandiera)      | Andrea Facchin     |
| 8    | Italia (bandiera)      | Paolo Vazzoler     |
| 9    | Italia (bandiera)      | Vittorio Ferracini |
| 10   | Jugoslavia (bandiera)  | Željko Jerkov      |
| 11   | Italia (bandiera)      | Alberto Marietta   |
| 12   | Stati Uniti (bandiera) | Dale Solomon       |
| 18   | Italia (bandiera)      | Davide Croce       |
| 20   | Italia (bandiera)      | Massimo Minto      |
|      | Stati Uniti (bandiera) | Dwight Jones       |